# Gastrodia madagascariensis
Gastrodia madagascariensis là một loài thực vật có hoa trong họ Lan. Loài này được Schltr. ex H.Perrier mô tả khoa học đầu tiên năm 1924.